# روبن زامپونی
روبن زامپونی (انگلیسی: Rubén Zamponi؛ زادهٔ ۱۵ ژوئیهٔ ۱۹۸۶) بازیکن فوتبال اهل آرژانتین است.